# Попковиці-Ксенже
Попковиці-Ксенже (пол. Popkowice Księże) — село в Польщі, у гміні Ужендув Красницького повіту Люблінського воєводства.
Населення — 138 осіб (2011).

## Демографія
Демографічна структура станом на 31 березня 2011 року:
|          | Загалом | Допрацездатний вік | Працездатний вік | Постпрацездатний вік |
| -------- | ------- | ------------------ | ---------------- | -------------------- |
| Чоловіки | 72      | 20                 | 42               | 10                   |
| Жінки    | 66      | 18                 | 32               | 16                   |
| Разом    | 138     | 38                 | 74               | 26                   |